# Contea di Yangxin
La contea di Yangxin (阳新县S, Yángxīn XiànP) è una contea della Cina, situata nella provincia di Hubei e amministrata dalla prefettura di Huangshi.